# Tramwaje w Dąbrowie Górniczej
Tramwaje w Dąbrowie Górniczej – element systemu transportu tramwajowego Górnośląsko-Zagłębiowskiej Metropolii w Dąbrowie Górniczej funkcjonujący od 1928 roku. Na terenie miasta znajdują się trzy pętle tramwajowe.

## Historia

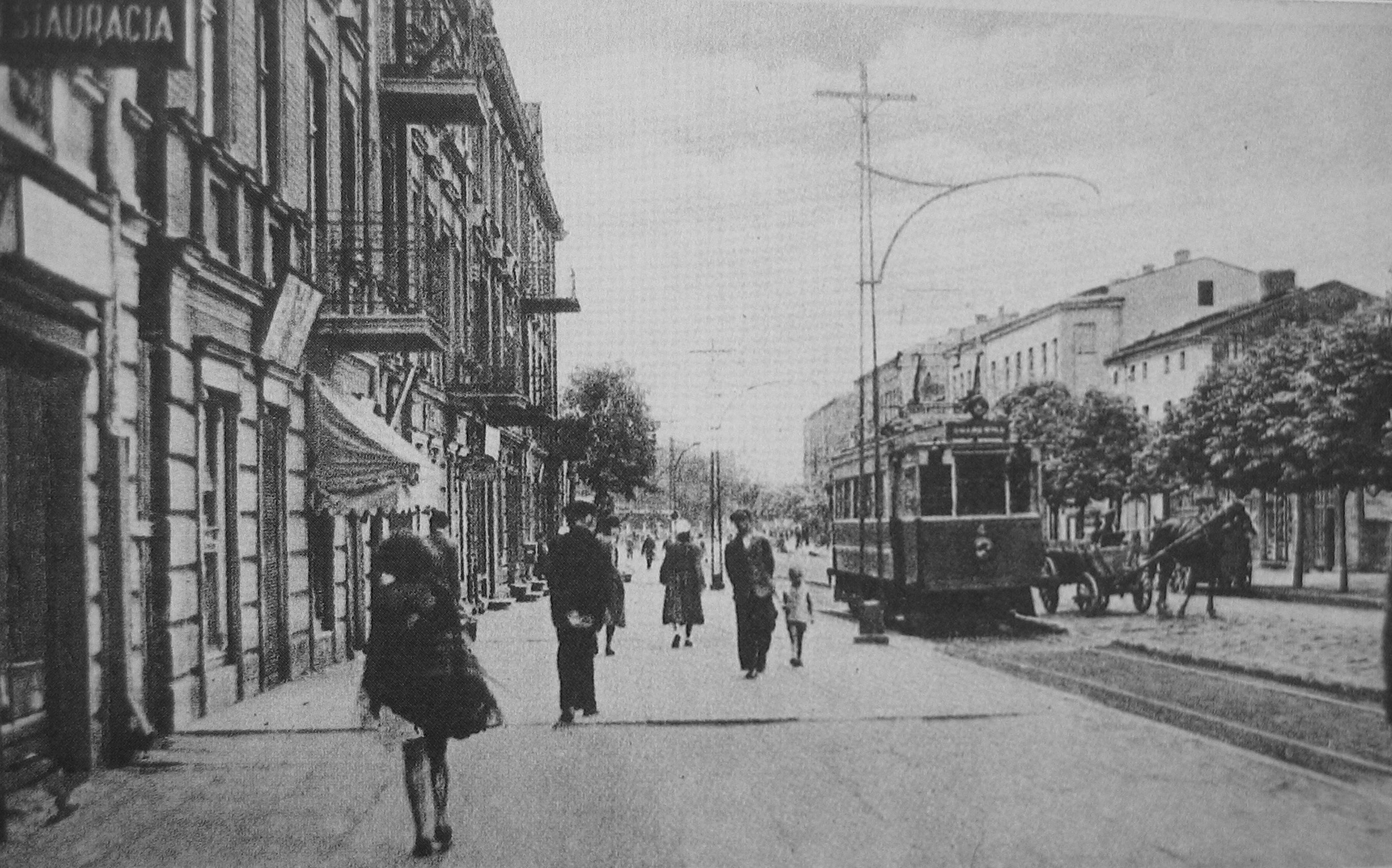
Tramwaj na Sobieskiego w pierwszych latach od otwarcia

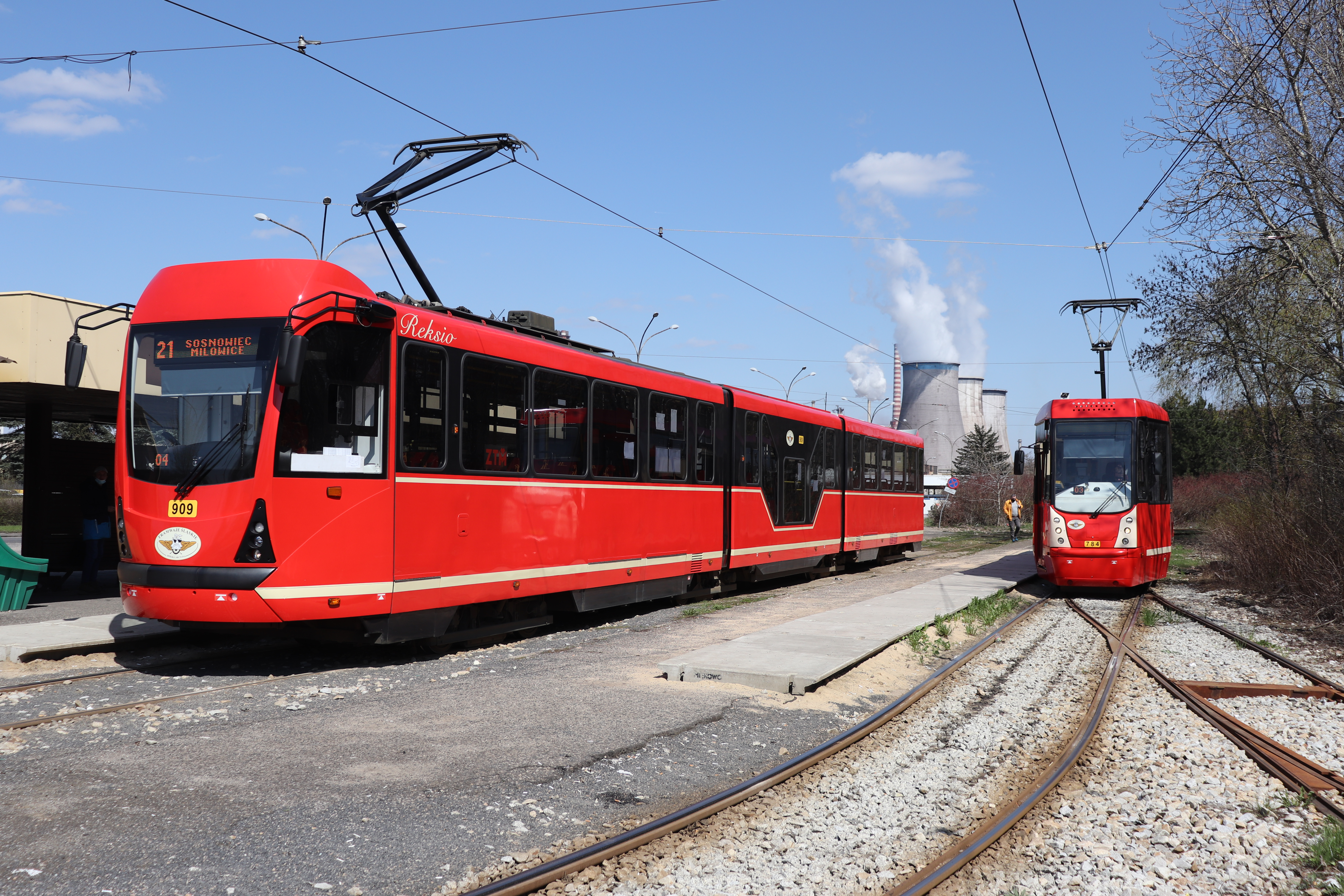
Tramwaje PTm i 105Na na pętli Tworzeń Huta Katowice (2021)

Plany budowy linii tramwajowej w Dąbrowie Górniczej sięgają roku 1897, kiedy zamierzała spółka Ch. G. Schöna wybudować linię tramwajową z Sosnowca do Dąbrowy Górniczej przez Będzin w celu połączenia rozsianych po regionie Zagłębia Dąbrowskiego fabryk. W tym czasie podobne propozycje złożyli Stanisław Ciechanowski, fabrykant z Grodźca, oraz Stanisław Weissblatt z Petersburga, który planował wybudowanie linii tramwaju parowego poprowadzoną z Sosnowca do Dąbrowy Górniczej przez Będzin. Do wybuchu wielkiej wojny z różnych względów żaden z tych projektów nie doczekał się realizacji.
Po zakończeniu I wojny światowej warszawskie przedsiębiorstwo Siła i Światło wystąpiło do miast Zagłębia Dąbrowskiego z propozycją wybudowania normalnotorowej miejskiej kolei elektrycznej. Pozwolenie na budowę wydano w kwietniu 1919 roku, a już w czerwcu bieżącego roku wytyczono trasy przyszłej linii tramwajowej do Dąbrowy Górniczej. Ostatecznie projektu tego nie zrealizowano.
15 stycznia 1920 roku odbyło się posiedzenie rady miejskiej w Sosnowcu, gdzie uchwalono Komitet Organizacyjny Budowy Tramwajów w Zagłębiu, z udziałem przedstawicieli czterech miast: Będzina, Czeladzi, Dąbrowy Górniczej i Sosnowca. Po długich pertraktacjach 5 kwietnia 1922 roku sprawę sfinalizowano. Decyzję o budowie tramwaju mającego połączyć Sosnowiec z Dąbrową Górniczą i Czeladzią z przebiegiem przez Będzin podjęto ustawą z dnia 14 października 1921 roku, kiedy udzielono koncesji spółce Tramwaje Elektryczne. Zarządzeniem prezydenta Rzeczypospolitej Polskiej 13 kwietnia 1926 roku rozpoczęto wywłaszczanie gruntów pod budowę linii tramwajowej. W połowie tego samego roku rozpoczęto prace ziemne przy budowie zajezdni tramwajowej, którą ukończono w 1927 roku. 11 lutego 1928 otwarto odcinek linii tramwajowej Będzin – Dąbrowa Górnicza Kościół. W późniejszym czasie linię tramwajową wydłużono z Kościoła na Reden.
W okresie II wojny światowej nad tramwajami w regionie górnośląsko-dąbrowskim ustanowiono przymusowy zarząd niemiecki. Po II wojnie światowej, w lipcu 1945 roku sieć tramwajową w regionie przejęła spółka Koleje Elektryczne Zagłębia Śląsko-Dąbrowskiego pod przymusowym zarządem Ministerstwa Komunikacji.
Na początku lat 70. w związku z budową Huty Katowice zdecydowano się na wydłużenie linii tramwajowej w Dąbrowie Górniczej z Redenu do Bramy Głównej Huty Katowice. W 1976 roku rozpoczęto budowę linii tramwajowej, a w dniu 4 lutego 1977 roku uruchomiono połączenia tramwajowe pod bramę główną Huty Katowice. 
W listopadzie 2021 roku w związku z rozpoczęciem modernizacji zamknięto części odcinków linii tramwajowej, a w marcu 2022 roku w związku z dalszymi pracami ruch tramwajów wstrzymano na terenie całego miasta. 12 grudnia 2022 roku przywrócono połączenia tramwajowe do pętli Dąbrowa Górnicza Urząd Pracy. Po zakończeniu modernizacji pozostałej sieci połączenia tramwajowe wróciły 19 lutego 2024 na całej sieci tramwajowej w Dąbrowie Górniczej.

## Linie tramwajowe
| Linia | Przystanek początkowy    | Przystanek końcowy    | Miasta                              |
| ----- | ------------------------ | --------------------- | ----------------------------------- |
| 21    | Sosnowiec Milowice Pętla | Tworzeń Huta Katowice | Sosnowiec, Będzin, Dąbrowa Górnicza |
| 22    | Czeladź Dworzec          | Tworzeń Huta Katowice | Czeladź, Będzin, Dąbrowa Górnicza   |
| 28    | Osiedle Zamkowe Pętla    | Tworzeń Huta Katowice | Będzin, Dąbrowa Górnicza            |